# Élection de Miss Prestige national 2015
L’élection de Miss Prestige national 2015 est la cinquième élection du Comité Miss Prestige national. La gagnante, Margaux Deroy, succède à Marie-Laure Cornu, Miss Prestige national 2014. La cérémonie s'est déroulée au Royal Palace International Music-Hall, à Kirrwiller en Alsace le 18 janvier 2015. Margaux Deroy a été destituée en 2018 à la suite d'une affaire de stupéfiants.

## Classement final
| Titre                       | Candidates |
| --------------------------- | --- |
| Miss Prestige national 2015 | - Miss Prestige Flandre - Margaux Deroy (destituée) |
| 1re Dauphine                | - Miss Prestige Guyane - Alexis Guiliani |
| 2e Dauphine                 | - Miss Prestige Provence - Romane Venier |
| 3e Dauphine                 | - Miss Prestige Réunion - Maëva Le Haÿ |
| 4e Dauphine                 | - Miss Prestige Alsace - Lea-Marie Grotzinger |
| Demi-finalistes             | - Miss Prestige Auvergne Pays-du-Velay - Morgane Nicolas - Miss Prestige Bretagne - Esther Cathary - Miss Prestige Franche-Comté - Charlotte Lenzi - Miss Prestige Guadeloupe - Élisabeth Guairouard - Miss Prestige Lorraine - Océane Pernodet - Miss Prestige Martinique - Rachel Thegarid - Miss Prestige Picardie - Charlène Hodin |

## Candidates
| Région                                  | Nom                    | Age    | Taille | Élue le                                   |
| --------------------------------------- | ---------------------- | ------ | ------ | ----------------------------------------- |
| Miss Prestige Albigeois-Midi toulousain | Mélissa Rodriguez      | 20 ans | 1,75 m | 24 octobre 2014 à Gaillac                 |
| Miss Prestige Alsace                    | Lea-Marie Grotzinger   | 19 ans | 1,74 m | 29 novembre 2014 à Cernay                 |
| Miss Prestige Aquitaine                 | Judith Navarro         | 19 ans | 1,71 m | 31 octobre 2014 à Saint-Loubès            |
| Miss Prestige Artois-Val de Sambre      | Ophélie Caullery       | 19 ans | 1,71 m | 20 septembre 2014 à Rousies               |
| Miss Prestige Auvergne Pays-du-Velay    | Morgane Nicolas        | 18 ans | 1,72 m | 6 décembre 2014 à Sainte-Sigolène         |
| Miss Prestige Bourgogne                 | Océane Terret          | 24 ans | 1,77 m | 18 octobre 2014 à Louhans                 |
| Miss Prestige Bretagne                  | Esther Cathary         | 24 ans | 1,80 m | 21 novembre 2014 à Herbignac              |
| Miss Prestige Centre Val de Loire       | Adrianne Vildy         | 23 ans | 1,73 m | 23 novembre 2014 à Selles-sur-Cher        |
| Miss Prestige Côte d'Azur               | Ludivine Garnier       | 24 ans | 1,74 m | 23 août 2014 à Cannes                     |
| Miss Prestige Flandre                   | Margaux Deroy          | 19 ans | 1,75 m | 19 octobre 2014 à Cappelle-la-Grande      |
| Miss Prestige Franche-Comté             | Charlotte Lenzi        | 21 ans | 1,72 m | 22 novembre 2014 à Poligny                |
| Miss Prestige Guadeloupe                | Élisabeth Guairouard   | 18 ans | 1,76 m | 12 juillet 2014 à Baie-Mahault            |
| Miss Prestige Guyane                    | Alexis Guiliani        | 18 ans | 1,80 m | 13 décembre 2014 à Cayenne                |
| Miss Prestige Languedoc                 | Julia Agziou           | 21 ans | 1,73 m | 25 octobre 2014 à La Grande-Motte         |
| Miss Prestige Limousin                  | Julie Reynier          | 20 ans | 1,75 m | 8 novembre 2014 à Limoges                 |
| Miss Prestige Loire Forez               | Margot Julien          | 22ans  | 1,76 m | 27 septembre 2014 à Saint-Étienne         |
| Miss Prestige Lorraine                  | Océane Pernodet        | 18 ans | 1,72 m | 15 novembre 2014 à Creutzwald             |
| Miss Prestige Martinique                | Rachel Thegarid        | 19 ans | 1,77 m | 23 novembre 2014 à Fort-de-France         |
| Miss Prestige Midi-Pyrénées             | Maeva Portebois        | 18 ans | 1,73 m | 13 décembre 2014 à Vigan                  |
| Miss Prestige Normandie                 | Fiona Magniez          | 19 ans | 1,73 m | 7 décembre 2014 à Forges-les-Eaux         |
| Miss Prestige Paris Île-de-France       | Delphine Dietrich      | 23 ans | 1,70 m | 21 octobre 2014 à Rungis                  |
| Miss Prestige Pays de l'Ain             | Amandine Marichy       | 18 ans | 1,71 m | 30 novembre 2014 à Bourg-en-Bresse        |
| Miss Prestige Pays de Loire             | Candice Vessières      | 21 ans | 1,73 m | 4 octobre 2014 à La Roche-sur-Yon         |
| Miss Prestige Pays de Savoie            | Victoire Pajot         | 19 ans | 1,70 m | 3 décembre 2014 à Annecy                  |
| Miss Prestige Picardie                  | Charlène Hodin         | 19 ans | 1,77 m | 16 novembre 2014 à Saint-Quentin          |
| Miss Prestige Poitou Charentes          | Manuela Brard          | 18 ans | 1,71 m | 8 novembre 2014 à Surgères                |
| Miss Prestige Provence                  | Romane Venier          | 20 ans | 1,76 m | 26 juillet 2014 à Saint-Tropez            |
| Miss Prestige Réunion                   | Maëva Le Haÿ           | 22 ans | 1,75 m | 15 novembre 2014 à Saint-Benoit           |
| Miss Prestige Rhône Alpes               | Mélodie Ardeef         | 21 ans | 1,75 m | 26 octobre 2014 à Saint-Quentin-Fallavier |
| Miss Prestige Roussillon                | Marine Francez-Charlot | 18 ans | 1,73 m | 12 décembre 2014 à Rivesaltes             |

### Observations
Notes sur les candidates
- Miss Prestige Aquitaine : Judith Navarro est d'origine Cubaine[18]
- Miss Prestiges Albigeois Midi-toulousain : Melissa Rodriguez a des origines portugaises.
- Miss Prestige Midi-Pyrénées : Maéva Portebois participe à Miss Prestige après le désistement de Sandra Gobbi, initialement élue[19]

## Déroulement de la cérémonie
La cérémonie est animée par Olivier Minne et Mélody Vilbert, Miss France 1995, dont le sacre est rediffusé durant l'élection.
Les 30 candidates commencent en costume folklorique, robe dorée sur le thème de Michael Jackson et maillot de bain sur le thème des « Jardins de France ».
Les 12 demi-finalistes sont annoncées et défilent en robe de soirée blanche avec la musique Belle puis sont interviewées. Les cadeaux offerts pour Miss Prestige National 2015 et les candidates sont révélées
Les 5 finalistes défilent sur les robes de soirée du Whitney Houston et les résultats finaux sont annoncés.

### Jury
Le jury complet est composé de neuf personnalités.
| Membre                             | Notes                                           |
| ---------------------------------- | ----------------------------------------------- |
| Jean Réveillon (président du jury) | Directeur général de France 2.                  |
| Danièle Gilbert                    | animatrice de télévision                        |
| Grichka Bogdanov                   | producteur-animateur de télévision et essayiste |
| Igor Bogdanoff                     | producteur-animateur de télévision et essayiste |
| Christelle Roca                    | Miss Prestige national 2012                     |
| Suzanne Angly                      | Miss France 1969                                |
| Eric Floux                         | Journaliste à Télé Cable Sat Hebdo              |
| Linda Bouras                       | Chef des informations Télé Star                 |
| Julien Thomas                      | Journaliste à Télé Loisirs                      |

### Classement

#### Premier tour
Douze demi-finalistes sont d'abord sélectionnées par un test de culture générale et par le jury de l'élection le 11 janvier, en tenant compte des votes des internautes sur le site internet de Non Stop People du 12 au 17 janvier :
- Miss Prestige Alsace
- Miss Prestige Lorraine
- Miss Prestige Picardie
- Miss Prestige Provence
- Miss Prestige Guyane
- Miss Prestige Martinique
- Miss Prestige Réunion
- Miss Prestige Guadeloupe
- Miss Prestige Flandre
- Miss Prestige Bretagne
- Miss Prestige Franche-Comté
- Miss Prestige Auvergne-Pays du Velay

#### Deuxième tour
Cinq finalistes sont ensuite désignées par le jury de l'élection. Les internautes peuvent voter à titre consultatif.
- Miss Prestige Guyane
- Miss Prestige Flandre
- Miss Prestige Alsace
- Miss Prestige Provence
- Miss Prestige Réunion

#### Troisième tour
Le départage de Miss Prestige National 2015 et ses quatre dauphines est réalisé par le jury de l'élection. Les internautes peuvent voter à titre consultatif.

## Représentations aux concours internationaux
- Océane Pernodet, Miss Prestige Lorraine 2014 et demi-finaliste de Miss Prestige National 2015, représente la France à l'élection de Miss Globe 2015 en Toronto (Canada) et se classe 4e dauphine.
- Marion Amélineau, Miss Prestige Poitou-Charentes 2011, représente la France à l'élection de Top Model of the World 2015 en El Gouna (Égypte), le 4 septembre 2015.
- Alexis Guiliani, Miss Prestige Guyane 2014 et Première Dauphine de Miss Prestige National 2015, représente la France à l'élection de Miss Model of the World 2015 en Shenzhen (Chine), le 31 octobre 2015.